# Yumbel
Yumbel est une ville et une commune du Chili faisant partie de la province de Biobío, elle-même rattachée à la région du Biobío.

## Images

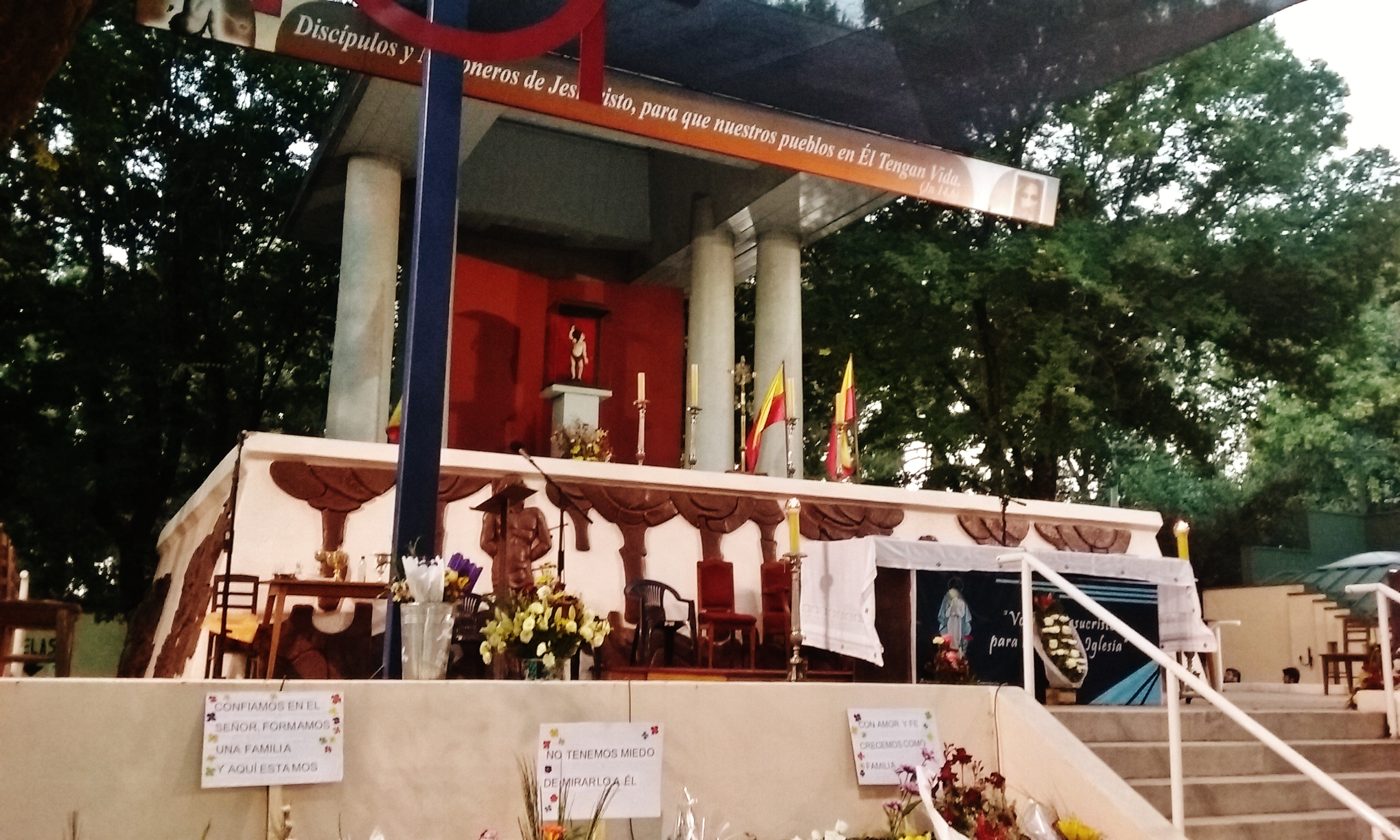
Fête religieuse traditionnelle de Saint Sébastien de Yumbel.

## Géographie

### Démographie
En 2012, la population de la commune s'élevait à 20 525 habitants. La superficie de la commune est de 765 km2 (densité de 27 hab./km2).

Position de Yumbel(en rouge) au sein de la région du Biobío.